# ظهرة ربيد (القفر)

تعديل مصدري - تعديل

ظهرة ربيد محلة تابعة لقرية نمير، التابعة لعزلة بني مبارز بمديرية القفر إحدى مديريات محافظة إب في الجمهورية اليمنية، بلغ تعداد سكانها 103 حسب تعداد اليمن لعام 2004. وهي من مخلاف سليام
وبيني ربيد هم عائله كبيره فمنهم في عنس الاتلا في السويداء وعنس السلامة في الكولة
ونهم وارحب وقعطبه والضالع ومارب